# KkStB 36 sorozatú szerkocsi
A kkStB 35 sorozatú szerkocsi egy szerkocsitípus volt az osztrák  cs. kir. Államvasutak (kkStB)-nél, melyek  számos magánvasúttól, többek között a Dux-Bodenbacher Eisenbahn-tól (DBE), a Prag-Duxer Eisenbahn-tól (PD), a Böhmisch-Mährische Transversalbahn-tól (BMTr) a   Lemberg-Czernowitz-Jassy Eisenbahn-tól (LCJE)  és további, itt fel nem sorolt helyi vasutaktól származtak.
A kkStB 1885-től vásárolta mozdonyaihoz ezt a típusú szerkocsit.
A  Bécsújhelyi Mozdonygyár, a Lokomotivfabrik der StEG, a Ringhoffer Vagongyár Prag-Smichov-ban és a  Floridsdorfi Mozdonygyár építette őket nagy számban.
Főként tehervonat-i mozdonyokkal kapcsolták őket.

## Fordítás
- Ez a szócikk részben vagy egészben  a   kkStB Tenderreihe 36 című német Wikipédia-szócikk fordításán alapul.  Az eredeti cikk szerkesztőit annak laptörténete sorolja fel. Ez a jelzés csupán a megfogalmazás eredetét és a szerzői jogokat jelzi, nem szolgál a cikkben szereplő információk forrásmegjelöléseként. Az eredeti szócikk forrásai szintén ott találhatóak.